# International Association of Students in Agricultural and Related Sciences
De International Association of students in Agricultural and related Sciences (IAAS) is een internationale non-profit- en niet-gouvernementele studentenvereniging met als hoofdkwartier Leuven. Het werd in 1957 door 8 landen opgericht in Tunis.
Het is een van de grootste studentenorganisaties ter wereld. IAAS verenigt studenten die landbouw studeren of gerelateerde wetenschappen zoals milieutechnologie, bosbouw, levensmiddelentechnologie en andere. De lokale IAAS-comités zijn verspreid over universiteiten van meer dan 54 landen. In België zijn er lokale comités in de KU Leuven, de UGent en UCLouvain, meer bepaald studenten Bio-ingenieurswetenschappen.

## Leden
Nationale comités die lid zijn van IAAS kunnen verschillen van jaar tot jaar. Anno 2013 zijn volgende landen lid:
| Europa - België - Duitsland - Finland - Frankrijk - Georgië - Griekenland - Italië - Kroatië - Malta - Polen - Portugal - Rusland - Servië - Slovenië - Spanje - Tsjechië - Wit-Rusland - Zweden - Zwitserland | Amerika - Canada - Chili - Guatemala - Indonesië - Mexico - Venezuela - Verenigde Staten | Azië en Oceanië - Australië - Azerbeidzjan - Japan - Pakistan - Tadzjikistan | Afrika - Benin - Ghana - Ivoorkust - Nigeria - Rwanda - Togo |

## Partnerorganisaties
- Voedsel- en Landbouworganisatie (FAO)[2]
- United Nations Educational, Scientific and Cultural Organization (UNESCO)[3]
- United Nations Environment Programme (UNEP)[4]
- Interfaculty Committee Agraria (ICA)

## Wereldcongressen
| Jaar | Plaats                                        | Onderwerp |
| ---- | --------------------------------------------- | --- |
| 1957 | Tunis (Tunesië)                               | |
| 1958 | Wageningen (Nederland)                        | |
| 1959 | Vollebek (Noorwegen)                          | |
| 1960 | Rehovot (Israël)                              | Intensive Agriculture                                                                                           |
| 1961 | Bern (Zwitserland)                            | |
| 1962 | Uppsala (Zweden)                              | |
| 1963 | Brussel (België)                              | Belgian Agriculture                                                                                             |
| 1964 | Italië                                        | Niet plaatsgevonden door problemen bij het Italiaanse comité                                                    |
| 1965 | Leeds (Engeland)                              | |
| 1966 | Wenen (Oostenrijk)                            | Austrian Agriculture                                                                                            |
| 1967 | Rehovot (Israël)                              | Agriculture in Israël                                                                                           |
| 1968 | Helsinki (Finland)                            | Farming and Forestry in cooperation in Finland                                                                  |
| 1969 | Zürich (Zwitserland)                          | Special Problems in Swiss Agriculture                                                                           |
| 1970 | Denemarken                                    | Pollution Problems                                                                                              |
| 1971 | Stuttgart en Kiel (Duitsland)                 | Higher Education in Agriculture                                                                                 |
| 1972 | Oxford (Engeland)                             | The changing role of Agriculture in the developed countries                                                     |
| 1973 | Gent (België)                                 | Social aspects of Agriculture                                                                                   |
| 1974 | Uppsala (Zweden)                              | Underemployment - The Challenge for Rural development                                                           |
| 1975 | Langnau (Switzerland )                        | Langnau in the Emmental Switzerland                                                                             |
| 1976 | Rehovot (Israël)                              | Agriculture in the Desert                                                                                       |
| 1977 | Noorwegen                                     | Agriculture and Pollution                                                                                       |
| 1978 | Helsinki (Finland)                            | The Changing role of Rural Population                                                                           |
| 1979 | Nairobi (Kenia)                               | The Role of Agricultural Institutes in adapting education for Rural Development                                 |
| 1980 | Galicië (Spanje)                              | The Agrarian Extension and Training in Rural Development                                                        |
| 1981 | Warschau (Polen)                              | Agriculture and Food Production Today and Tomorrow                                                              |
| 1982 | Kopenhagen (Denemarken)                       | Farming as a way of living                                                                                      |
| 1983 | Nederland, België en Luxemburg                | Intensifying Agriculture meets National and International Responsibilities                                      |
| 1984 | Wageningen (Nederland)                        | Wageningen, an International Centre of Agricultural Research and Education                                      |
| 1985 | Oostenrijk en Zwitserland                     | The agriculture in two Alpine countries and their International Relations                                       |
| 1986 | Egypte                                        | geannuleerd door Egypte                                                                                         |
| 1987 | Rijsel (Frankrijk)                            | French Agriculture                                                                                              |
| 1988 | Perugia (Italië)                              | Mediterranean Agriculture: Marginal Areas, Typical Production and its Transformation                            |
| 1989 | Nairobi (Kenia)                               | Agriculture, Underproduction and its Future Prospects in Developing Countries                                   |
| 1990 | Godollo (Hongarije)                           | Cooperatives have the Future                                                                                    |
| 1991 | Thailand                                      | South-Asian Agricultural System: its problems and future prospects                                              |
| 1992 | België                                        | |
| 1993 | Brazilië                                      | |
| 1994 | Slovenië                                      | Challenges of Marginal Areas                                                                                    |
| 1995 | Denemarken                                    | Cooperatives in Agriculture-The Danish Way                                                                      |
| 1996 | Indonesië                                     | Tropical Agriculture in the Global Market                                                                       |
| 1997 | Kroatië                                       | Food Security                                                                                                   |
| 1998 | Togo                                          | Cash Crops and Agricultural dynamics                                                                            |
| 1999 | Noorwegen en Zweden                           | Food and Health                                                                                                 |
| 2000 | Mexico                                        | The Water Issue                                                                                                 |
| 2001 | Portugal                                      | Sustainable Development                                                                                         |
| 2002 | Indonesië                                     | Agribusiness now and then                                                                                       |
| 2003 | België                                        | Food Quality, a Challenge for North and South, in cooperation with the FAO                                      |
| 2004 | Kroatië en Italië                             | Culture, Tradition and Typical food: The Journey Through Mediterranean Agriculture, in cooperation with the FAO |
| 2005 | Togo en Ghana                                 | Combating Hunger in developing countries: the role of Agricultural Research                                     |
| 2006 | Maleisië (georganiseerd door IAAS Denemarken) | Sustainable Development – Environmental Protection and Agricultural Innovation                                  |
| 2007 | Duitsland en Zwitserland                      | Food Quality and Food Security – the challenge is ours!                                                         |
| 2008 | Wit-Rusland                                   | Rural tourism as solution for employment, local development and environment: principles to practices            |
| 2009 | Mexico                                        | Biodiversity now, Food for tomorrow                                                                             |
| 2010 | Indonesië                                     | The power of local resources to support food, energy and trade:food security, renewable resources, free trade   |
| 2011 | Macedonië                                     | Food identity                                                                                                   |
| 2012 | België en Duitsland                           | Face the future! Agriculture from different points of view                                                      |
| 2013 | Chili                                         | Producing food for the world                                                                                    |
| 2014 | Verenigde Staten                              | Farming for the future                                                                                          |
| 2015 | België en Zwitserland en Italië               | Feeding the planet, Energy for life                                                                             |
| 2016 | Indonesië                                     | Plant your future                                                                                               |
| 2017 | Mexico                                        | IAAS World Congress, 60th anniversary                                                                           |
| 2018 | Kroatië                                       | Croatia: A tale of land and water                                                                               |
| 2019 | Ivoorkust                                     | Flying towards agricultural transformation                                                                      |